# Тероса (Верона)
Тероса је насеље у Италији у округу Верона, региону Венето.
Према процени из 2011. у насељу је живело 1179 становника. Насеље се налази на надморској висини од 49 м.